# Іванівська сільська рада (Калинівський район)
| Сільська рада Іванівської об'єднаної територіальної громади — орган місцевого самоврядування у Калинівському районі Вінницької області з адміністративним центром у с. Іванів. Сільській раді підпорядковані населені пункти: - с. Іванів - с. Слобідка |

## Склад ради
Рада складається з 26 депутатів та голови.

## Керівний склад сільської ради
| ПІБ                       | Основні відомості                                                   | Дата обрання | Дата звільнення |
| ------------------------- | ------------------------------------------------------------------- | ------------ | --------------- |
| Кулик Михайло Леонтійович | Сільський голова, 1977 року народження, освіта вища, самовисуванець | 29.11.2017   |                 |

Примітка: таблиця складена за даними джерела